# Dinapur Cantonment
Dinapur Cantonment is een kantonnement in het district Patna van de Indiase staat Bihar. 

## Demografie
Volgens de Indiase volkstelling van 2001 wonen er 28.149 mensen in Dinapur Cantonment, waarvan 56% mannelijk en 44% vrouwelijk is. De plaats heeft een alfabetiseringsgraad van 71%. 